# Erik and Sons
Erik and Sons ist eine Bekleidungsmarke der Landskamp Textilunion Unternehmensgesellschaft mit Sitz in Königs Wusterhausen. Geschäftsführer der Gesellschaft ist Udo Siegmund, der bereits bei der Modemarke Thor Steinar beschäftigt war.
Erik and Sons wird in diversen Onlineshops sowie Ladengeschäften vertrieben, die auch die Marke Thor Steinar im Angebot haben. Die Marke ist vor allem bei Rechtsextremen beliebt. Einem Ladengeschäft im Berliner Europa-Center wurde nach dem Verkauf von Erik-and-Sons-Artikeln im August 2011 der Mietvertrag gekündigt. Das Design der Marke besteht vor allem aus nordisch-germanischer Symbolik und Kleidungsstücken in den Farben Schwarz-Weiß-Rot. Das Logo ist eine Naudiz-Rune.
Im November 2009 wollte die Modemarke ein Fest für Kunden, Partner und Freunde auf der Trabrennbahn Karlshorst abhalten. Der Mietvertrag für die Anlage wurde nach Bekanntgabe des geplanten Auftrittes von Kategorie C auf dem Fest gekündigt.
Im Jahr 2009 stellte Erik and Sons für eine Tombola in Berlin kostenlos Waren zur Verfügung. Die Einnahmen der Tombola wurden dem 2011 verbotenen rechtsextremen Verein „Hilfsorganisation für nationale politische Gefangene“ (HNG) gespendet.